# Jack a stonek fazole
Jack a stonek fazole (anglicky: Jack and the Beanstalk: The Real Story) je americký dvojdílný film z roku 2001 režírovaný Brianem Hensonem. Vypráví pokračování příběhu o Jackovi a kouzelné fazoli ve 21. století.

## Děj

### 1. část
Děj začíná v roce 2001 u Jacka Robinsona, ředitele úspěšné rodinné společnosti. Jack se sice s pomocí svého komorníka Dussana udržuje ve skvělé kondici, ale trápí ho, že se žádný jeho mužský předek nedožil vyššího věku než 40 let. Navíc se potýká s nočními můrami, ve kterých ho honí obři. Jeho důvěrník a zástupce, Siegfried "Siggy" Mannheim, který byl přítelem jeho otce, Jacka přesvědčí, aby zastavil výzkum geneticky upravených odolných rostlin, které by mohly vyřešit problémy třetího světa. Zároveň společnost začíná stavět kasíno v malém městě poblíž rodinného sídla Robinsonových, ale místní jsou proti stavbě a demonstrují.
Během vykopávání základů objeví dělníci obrovskou kost a postupně vykopou celou kostru obra. V té době Jacka vyhledá tajemná mladá žena Ondine, která ho obviní, že je "zloděj a vrah". Řekne mu, že byl obr její přítel a že byla vyslána najít ukradený poklad, ale hned potom zmizí v záblesku světla. Ještě té noci se do Jackova domu vkrade cizí muž a odvede ho za starou hraběnkou Wilhelminou, což je Jackova prateta Willy, o které si všichni mysleli, že je dávno mrtvá. Hraběnka mu poví tradiční verzi příběhu o Jackovi a fazolovém stonku, přičemž Jack byl první generací Robinsonů a současný Jack je patnáctý v řadě. V roce 1611 první Jack vyšplhal po fazoli do kouzelné země v oblacích a obral krutého a hamižného obra Hromotřase o kouzelnou harfu a husu snášející zlatá vejce. Tyto dva poklady zajistily rodu Robinsonů věčné bohatství, ale za krádež a vraždu na ně padla kletba. Hraběnka řekne Jackovi, že tahle verze příběhu zřejmě není pravdivá, a dá mu poslední kouzelnou fazoli (Jack jich dostal pět, ale jen ze čtyř vyrostl stonek) s tím, že musí najít pravdu. Jack poslední fazoli zasadí do země poblíž zámku a z fazole vyroste obrovský stonek, po kterém Jack začne šplhat do nebe.

### 2. část
Jack po stonku vyšplhá do země obrů, podivného světa, kde plyne čas jinak než na Zemi. Za jediný den tam uplyne jeden pozemský rok. Fazolový stonek se najednou rozpadne. Jacka brzy po příchodu zatknou místní obyvatelé v čele s Ondine. Jack je postaven před radu obrů, která nad ním má vynést rozsudek za zločiny jeho předka. Jack se dozví, že obr Hromotřas by ve skutečnosti laskavý a dobrosrdečný strážce pokladů země obrů a Ondine byla jeho adoptivní dcera. První Jack se dostal do země obrů, získal si důvěru a lásku Hromotřase i Ondine, ale zradil je a ukradl Harfu harmonie a Husu hojnosti. Robinsonovi získali bohatství, ale uvrhli zemi obrů do záhuby, protože bez husy a harfy tam nerostou rostliny a celá země pomalu umírá. Rada rozhodne, že jediná možnost, jak zrušit kletbu, je zabít Jacka, a odsoudí ho k smrti, i když nemá s činem svého předka - který se v nebi stal kvůli jinému plynutí času teprve před rokem - nic společného. Ondine je v rozpacích a neví, jestli Jackovi pomoci nebo ne. Pozná ale, že Jack má dobré srdce, a tak ho zachrání před popravou a utečou zpátky na Zem, aby našli ukradené poklady - druhá možnost, jak zrušit kletbu
Když dorazí dolů, zjistí, že stonek fazole někdo schválně podťal, z rodinného zámku je kasíno a že na Zemi uplynulo sedm let, je tedy rok 2008. Jack a Ondine se snaží najít poklady, jdou tedy za pratetou Wilhelminou. Od té se doví, že hraběnka je ve skutečnosti matkou prvního Jacka a že to byla ona, kdo zabil obra Hromotřase. Za to ji stihla kletba nesmrtelnosti, a tak musela po staletí sledovat, jak všichni její potomci umírají. Wilhelmina jim také poradí, kde hledat husu a harfu.
Jack zjistí, že jeho manažer a důvěrník Siggy o pokladech celou dobu věděl a že mu o nich měl říct, až "přijde čas". To ale nikdy neudělal a schválně Jackovi radil, aby se nikdy neženil. Jack by tak neměl dědice a společnost by zdědil Siggy. Byl to také on, kdo podťal fazolový stonek. Pokusí se Jacka a Ondine zabít, ale najednou se objeví obři - v jejich čase se za uprchlíky vydali před pár vteřinami - a Siggyho zneškodní.
Když Jack vrátí obrům husu a harfu, jejich země začne zase vzkvétat a obrové jsou Jackovi zavázáni za napravení zločinů jeho předků. Siggyho zavřeli do psychiatrické léčebny, protože začal rozhlašovat, že ho chtěli zabít obři. Kletba je zrušena, a tak může Wilhelmina Robinsonová konečně - ve věku 450 let - s klidem v duši a s Jackem a Dussanem po boku pokojně zemřít.
Ondine přemlouvá Jacka, ať s ní zůstane v jejím světě, ale ten odmítá. Na Zemi si uvědomuje, že Ondine miluje a rozhodne se napravit to špatné, co způsobila jeho teď multimiliardová společnost Robinson International. Začne podporovat genetický výzkum a rozvoj odolných rostlin, aby mohl pomoct hladovějícím dětem a lidem třetího světa. Po třech měsících (šesti hodinách v čase obrů) se Ondine vrátí za Jackem a řekne mu, že mají čas celý jeden týden (v lidském čase sedm let), než se musí vrátit zpátky. Na to jí Jack odpoví, že do té doby mají čas si udělat "spoustu malých Robinsonů".

## Obsazení
| Matthew Modine       | Jack Robinson, patnáctá generace potomků prvního Jacka. Na rozdíl od svých předků je dobrosrdečný, laskavý a upřímný.                                                           |
| Mia Sara             | Ondine, dívka vychovávaná po smrti rodičů obrem Hromotřasem. Po zradě prvního Jacka se stala chladnou a zatrpklou.                                                              |
| Vanessa Redgrave     | hraběnka Wilhelmina "Willy" Robinsonová, matka prvního Jacka. Byla to ona, kdo zabil obra, a za to byla prokleta žít navěky a sledovat trpět své potomky a vymírat svou rodinu. |
| Daryl Hannah         | Thespee, krásná obryně kdysi uctívaná jako severská bohyně. Je z celé rady obrů nejrozumnější a nejlaskavější.                                                                  |
| Jon Voight           | Siegrfied "Siggy" Mannheim, dlouholetý rodinný přítel a Jackův firemní poradce.                                                                                                 |
| Richard Attenborough | Magog, nejstarší a nejmoudřejší z rady obrů a nejvyšší soudce. Byl to on, kdo kdysi vytvořil kouzelné fazole.                                                                   |
| Bill Barretta        | Hromotřas, laskavý a bezelstný obr a strážce pokladů. |
| James Corden         | Bran, Hromotřasův dobrosrdečný syn. Pomohl Jackovi a Ondine k útěku a stal se strážcem pokladů jako jeho otec.                                                                  |
| Jim Carter           | Odin, modrovlasý obr uctívaný jako král severských božstev. Má prudkou a horkokrevnou povahu.                                                                                   |
| Jonathan Hyde        | Dussan, Jackův a hraběnčin sluha a tajemník. |
| Nicholas Beveney     | Cernos, obr s jelení hlavou uctívaný jako keltský bůh. Je strážcem zvířat a rostlin země obrů.                                                                                  |
| Roger Blake          | Thor, rudovlasý a mohutný obr třímající kladivo Mjöllnir. Byl Vikingy uctívaný jako mocný bůh hromu a blesku.                                                                   |
| Hon Ping Tang        | Mahacalla, modrý mnohoruký obr dodnes uctívaný v hinduismu. |
| Denise Worme         | Nimna, tmavá a mohutná obryně uctívaná jako africká bohyně mateřství a ochránkyně dětí.                                                                                         |
| Anton Lesser         | Vidas Merlinis, výzkumník, který vyšlechtil rostliny tak odolné, že dokáží přežít v extrémně neúrodných podmínkách.                                                             |
| Julia McKenzie       | Jackova matka. |
| Honor Blackman       | Jules, Jackova asistentka. |
| Rachel Shelley       | Harmonie, kouzelná harfa. |
| Brian Henson         | Galaga, husa snášející zlatá vejce. |

## Další tvůrci filmu
- kostýmy: Ann Hollowood
- koordinátor kaskadérů: Paul Jennings